# Ernesto Hugo Aparicio
Ernesto Hugo Aparicio (San Salvador; 28 de diciembre de 1948) es un exfutbolista salvadoreño que jugó como delantero.

## Selección nacional
Con la selección de El Salvador, estuvo en la convocatoria del Mundial de 1970. Durante la Copa del Mundo celebrada en México, jugó los tres partidos: contra Bélgica, México y Unión Soviética.

### Participaciones en Copas del Mundo
| Mundial                        | Sede   | Resultado    |
| ------------------------------ | ------ | ------------ |
| Copa Mundial de Fútbol de 1970 | México | Primera fase |

## Clubes
| Club                | País           | Año       |
| ------------------- | -------------- | --------- |
| C.D. Atlético Marte | El Salvador    | 1967-1975 |
| Excélsior (cesión)  | El Salvador    | 1972      |
| Chicago Cats        | Estados Unidos | 1975      |

## Palmarés

### Títulos nacionales
| Título           | Equipo         | País        | Año     |
| ---------------- | -------------- | ----------- | ------- |
| Primera División | Atlético Marte | El Salvador | 1968-69 |
| Primera División | Atlético Marte | El Salvador | 1970    |